# NNNニュースプラス1ふくしま
『NNNニュースプラス1ふくしま』（エヌエヌエヌニュースプラスワンふくしま）は、1988年4月4日から1994年9月30日まで福島中央テレビ（FCT）で放送されていた平日夕方のローカルニュース番組（『NNNニュースプラス1』の福島県ローカルパート）。通称は、『プラス1ふくしま』。

## 概要
全国ニュース『NNNニュースプラス1』の開始に合わせ、1983年4月から5年間に渡って放送された『NNNふくしまToday』に代わり始まった。
開始当初の全国ネットキャスター徳光和夫と県内キャスター奥秋和夫が奇遇にも同名だったため、スタート時の県内向けの番組宣伝CMは両者が登場し、「和夫と和夫でプラス1。ニュースが一味違います」というコピーで番組開始をアピールした。また、キャスター一同が「ニュースを見るなら、FCTのプラス1」と言っているCMもあった。
1994年10月に、夕方ワイド番組『ゴジてれシャトル』が始まったことに伴い終了。終了時のメインキャスターだった奥秋和夫は、初代メインMCやニュース担当キャスターを経て、2002年頃まで担当する。

## 歴代キャスター
- 奥秋和夫（メイン）[2][3][4][5][6][7]
- 小林典子[2][3][5][6]
- 三富健也[2]
- 菅佐原隆幸[3][5][8]
- 鈴木美津子[5]
- 岩千晶
- 中川久美[2][3][8]
- 山本絹代
- 安部真由美[7]

## コーナー
- スポーツ
- 花春の天気予報
予報画面では、あすの天気時にCG上の女の子が靴を飛ばして「天気になぁ〜れ」との掛け声が掛かったり、あすのせんたく情報時にはTシャツの量と洗濯機のCGが表示されたりと他局とは対照的に一風変わっていた。これらの予報画面は、『ゴジてれシャトル』でもしばらくの間放送されていた。

## 放送時間
- 月曜日 - 金曜日 18:00 - 19:00（1988年4月4日 - 1994年9月30日、JST)。

全国ニュース枠（NNNニュースプラス1）は18:00 - 18:30、福島からのローカルニュース枠は18:30 - 19:00。